# La Mémoire d'Hortense
La Mémoire d'Hortense est une comédie en 1 acte d'Eugène Labiche et Alfred Delacour représentée pour la 1re fois à Paris au Théâtre des Variétés le 15 novembre 1872.

## Distribution
| Acteurs et actrices ayant créé les rôles |                     |
| Personnage                               | Acteur ou actrice   |
| Pigeonneau                               | Lesueur             |
| Émile Gomer                              | M. Lanjallay        |
| Turba                                    | Baron               |
| Dominique                                | M. Coste            |
| Mme Bernard                              | Aline Duval         |
| Fleurete                                 | Mlle Berthe Legrand |